# Крекінг-установка в Сідрифт

Крекінг-установка в Сідрифт (Seadrift) — колишнє підприємство нафтохімічної промисловості в штаті Техас за 170 км на південний захід від Х'юстона, на узбережжі затоки Сан-Антоніо.
‎Хімічне виробництво на майданчику в містечку Сідрифт здійснювалось компанією Union Carbide з 1954 року. В 1957-му (за іншими даними — у 1962-му) тут спорудили установку парового крекінгу (піролізу) потужністю по етилену в 415 тисяч тонн на рік. Вона розраховувалась на використання сировинної суміші у складі 80 % етану та 20 % пропану. Роботу установки забезпечувала трубопровідна система Union Carbide Gulf Coast LPG Pipeline, котра забезпечувала поставки сировини та зв'язок із підземним сховищем.
У 2001-му відбулось злиття Union Carbide з корпорацією Dow Chemical. За цим об'єднана компанія вирішила закрити свої найбільш застарілі виробництва етилену в Техас-Сіті та Сідрифті. Первісно розраховували зробити це після спорудження в Сідрифті нового виробництва річною потужністю 900 тисяч тонн, проте в підсумку ці плани не реалізувались. Установку в Сідрифті зупинили у вересні 2003 року. На той момент за весь період своєї діяльності вона виготовила 15,9 млн тонн етилену.
Водночас потужності з полімеризації в Сідрифті й далі використовує Dow Chemical, отримуючи сировину з інших установок. Станом на 2017 рік вони пройшли через модернізацію з нарощуванням потужності.